# Peter Millett
Pour les articles homonymes, voir Millett.
Peter Julian Millett, baron Millett (23 juin 1932 - 27 mai 2021), est un juge non permanent de la Cour d'appel final de Hong Kong et un ancien Lord of Appeal in Ordinary.

## Jeunesse
Fils de Denis et Adele Millett, il fait ses études à la Harrow School de Londres et au Trinity Hall de Cambridge, où il obtient une maîtrise ès arts en lettres classiques et en droit en 1954, obtenant un Double First. De 1955 à 1957, il sert comme officier d' aviation dans la Royal Air Force. Il est fait membre honoraire de Queen Mary, Université de Londres en 2012.

## Carrière
Millett est admis au barreau de Middle Temple en 1955. En 1959, il rejoint Lincoln's Inn, où il est nommé conseiller en 1980. De 1958 à 1986, il exerce à la haute cour pour la chancellerie et est examinateur et enseignant en transfert pratique au Council of Legal Education de 1962 à 1976. Entre 1967 et 1973, Millett est avocat-conseil au Département du commerce et de l'industrie en matière de chancellerie, et entre 1971 et 1975 membre du Conseil général du Barreau.
Il est membre du groupe de travail de la Commission du droit sur la copropriété du foyer matrimonial en 1972 et 1973 et est nommé conseiller de la reine l'année suivante. De 1977 à 1982, Millett est membre du comité d'examen du droit de l'insolvabilité du ministère du Commerce. En 1982, il représente l'Inland Revenue dans la principale affaire d'évasion fiscale, Ramsay v IRC [1982] AC 300, créant un principe qui met fin et empêche de nombreux stratagèmes d'évasion fiscale. En 1986, il devient juge à la Haute Cour de justice et est fait chevalier. Il est nommé Lord Justice of Appeal et membre du Conseil privé en 1994. Le 1er octobre 1998, il est nommé Lord of Appeal in Ordinary, recevant en outre une pairie à vie avec le titre de baron Millett, de Marylebone dans la ville de Westminster. Il prend sa retraite en tant que Lord of Appeal in Ordinary en janvier 2004. Il est juge non permanent de la Cour d'appel final de Hong Kong entre 2000 et 2021.
En 2015, Millett reçoit la Gold Bauhinia Star des mains du Chef de l'exécutif de Hong Kong.
Il prend sa retraite de la Chambre des lords le 4 mai 2017.
Millett est connu pour son jugement à la Chambre des Lords dans l'affaire de naissance injustifiée de McFarlane v Tayside Health Board où un couple s'est vu refuser le recouvrement de dommages et intérêts pour le coût de l'éducation d'un enfant non désiré, né à la suite d'un vasectomie réalisée avec négligence. Il conclut que « la loi doit considérer la naissance d'un bébé normal et en bonne santé comme une bénédiction et non un préjudice ». De plus, dans une opinion dissidente, il conclut que des dommages-intérêts ne pouvaient être accordés pour la douleur et la détresse de la grossesse et de l'accouchement, mais plutôt qu'une petite somme devrait être accordée pour refléter le fait que les parents avaient « perdu la liberté de limiter la taille de leur famille » et s'étaient donc vu « refuser un aspect important de leur autonomie personnelle».
Millett est également connu pour sa contribution au droit de l'équité et des fiducies. Il rédige l'arrêt de principe Foskett v McKeown, une affaire historique sur le droit anglais des fiducies, concernant le traçage et la disponibilité d'un recours exclusif à la suite d'un abus de confiance. Il statue également sur Bristol et West Building Society contre Mothew, une importante affaire anglaise de droit fiduciaire et de négligence professionnelle, concernant le devoir de diligence et de compétence d'un avocat et la nature des devoirs fiduciaires.

## Vie privée
De 1991 à 1995, il est président de la West London Synagogue.
Il est un franc-maçon actif et sert pendant cinq ans en tant que Grand Maître Métropolitain de Londres depuis la création de la nouvelle Grande Loge Métropolitaine en 2003. À ce titre, il supervise plus de 1 200 loges maçonniques à Londres et plus de 600 chapitres associés de Royal Arch Masons.
Millett est marié à Ann Mireille Harris à partir de 1959. Ils ont deux fils et cinq petits-enfants.